# Supiori (Regierungsbezirk)
Supiori ist ein indonesischer Regierungsbezirk (Kabupaten) in der indonesischen Provinz Papua. Stand 2020 leben hier circa 24.000 Menschen. Der Regierungssitz des Kabupaten Supiori ist Sorendiweri.

## Geographie
| Distrikt Distrik | Dörfer Kampung/ Kelurahan | Fläche [km²] | Einwohner 2020 | Bevölkerungs- dichte |
| ---------------- | ------------------------- | ------------ | -------------- | -------------------- |
| Kepulauan Aruri  | 9                         | 123          | 5.809          | 47                   |
| Supiori Barat    | 7                         | 136          | 2.611          | 19                   |
| Supiori Selatan  | 7                         | 141          | 3.807          | 27                   |
| Supiori Timur    | 10                        | 152          | 9.536          | 62                   |
| Supiori Utara    | 5                         | 117          | 2.606          | 22                   |

Der Regierungsbezirk besteht aus der Insel Supiori und weiteren kleinen vorgelagerten Inseln, die allesamt zur Schouten-Inselgruppe gehören. Die anderen Inseln der Inselgruppe gehören zum Regierungsbezirk Biak Numfor. Administrativ unterteilt sich Supiori in 5 Distrikte (Distrik) mit 38 Dörfern (Kampung).

## Einwohner
2020 lebten in Supiori 24.369 Menschen. Die Bevölkerungsdichte beträgt 36 Personen pro Quadratkilometer. Circa 96 Prozent der Einwohner sind Protestanten, drei Prozent Muslime und ein Prozent Katholiken.